# Administração apostólica
Na Igreja Católica uma Administração apostólica "é uma determinada porção do povo de Deus que, por razões especiais e particularmente graves, não é erigida pelo Romano Pontífice como Diocese e cujo cuidado pastoral é confiado a um Administrador apostólico, que a governa em nome do Sumo Pontífice (can. 371 §2 CIC)".
Esse tipo de organização é pouco difundida dentro da Igreja, de maneira que atualmente existem apenas 14 Administrações apostólicas.